# Cryphaea schiedeana
Cryphaea schiedeana är en bladmossart som beskrevs av Mitten 1869. Cryphaea schiedeana ingår i släktet Cryphaea och familjen Cryphaeaceae. Inga underarter finns listade i Catalogue of Life.